# Amanda Lovato
Amanda Lovato (* 9. Juli 1972 als Amanda Gillam) ist eine ehemalige US-amerikanische Duathletin und Triathletin.

## Werdegang
1999 wurde sie Duathlon-Weltmeisterin in der Altersgruppe 25–29. Amanda Gillam war seit 2003 als Profi-Triathletin aktiv. Sie ist seit 2004 verheiratet mit dem Triathleten Michael Lovato (* 1973) und startet seitdem als Amanda Lovato.
Nachdem sie einige Jahre auf der Langdistanz (Ironman: 3,86 km Schwimmen, 180,2 km Radfahren, 42,195 km Laufen) aktiv war, startet sie später vorwiegend bei Bewerben auf der halben Ironman-Distanz, der Ironman 70.3-Distanz (1,9 km Schwimmen, 90 km Radfahren und 21,1 km Laufen).
Im November 2011 wurde sie Zwölfte bei der Triathlon-Weltmeisterschaft auf der Langdistanz.
Seit 2012 tritt sie nicht mehr international in Erscheinung.

## Sportliche Erfolge
| Datum/Jahr    | Rang | Wettbewerb                        | Austragungsort | Zeit     | Bemerkung                                                                                                  |
| ------------- | ---- | --------------------------------- | -------------- | -------- | --- |
| 23. Sep. 2012 | 7    | Ironman 70.3 Cozumel              | Cozumel        | 04:41:56 | bei der Erstaustragung                                                                                     |
| 24. Juni 2012 | 4    | Ironman 70.3 Buffalo Springs      | Lubbock        | 04:38:35 | |
| 18. März 2012 | 8    | Ironman 70.3 San Juan             | San Juan       | 04:41:34 | [ 2 ] |
| 15. Jan. 2012 | 4    | Ironman 70.3 Pucón                | Pucón          | 04:52:15 | |
| 25. Sep. 2011 | 2    | Ironman 70.3 Augusta              | Augusta        | 04:25:54 | Zweite hinter Emma-Kate Lidbury                                                                            |
| 11. Sep. 2011 | 1    | Ironman 70.3 Muskoka              | Huntsville     | 04:46:33 | Siegerin – neben ihrem Mann Michael Lovato bei den Männern                                                 |
| 7. Aug. 2011  | 3    | Ironman 70.3 Boulder              | Boulder        | 04:23:55 | |
| 26. Juni 2011 | 5    | Ironman 70.3 Buffalo Springs      | Lubbock        | 04:38:30 | [ 4 ] |
| 13. Nov. 2010 | 15   | Ironman 70.3 World Championship   | Clearwater     | 04:30:55 | |
| 22. Aug. 2010 | 6    | Ironman 70.3 Timberman            | New Hampshire  | 04:34:51 | |
| 27. März 2010 | 10   | Ironman 70.3 California           | Oceanside      | 04:40:22 | |
| 24. Jan. 2010 | 1    | Ironman 70.3 Pucón                | Pucón          | 04:36:10 | [ 5 ] |
| 5. Mai 2002   |      | St. Croix Triathlon               | Saint Croix    | 05:13:28 | Siegerin in der AG 25–29                                                                                   |
| 7. Mai 2001   |      | St. Croix Triathlon               | St. Croix      | 05:03:08 | Siegerin in der AG 25–29                                                                                   |
| 7. Mai 2000   |      | St. Croix Triathlon               | St. Croix      | 03:17:16 | Siegerin in der AG 25–29                                                                                   |
| 11. Sep. 1999 |      | ITU Triathlon World Championships | Montreal       | 02:09:33 | in der Altersgruppe 25–29 auf der olympischen Distanz (1,5 km Schwimmen, 40 km Radfahren und 10 km Laufen) |

| Datum/Jahr    | Rang | Wettbewerb                                      | Austragungsort | Zeit     | Bemerkung                                       |
| ------------- | ---- | ----------------------------------------------- | -------------- | -------- | ----------------------------------------------- |
| 5. Nov. 2011  | 12   | ITU Long Distance Triathlon World Championships | Henderson      | 06:10:21 | Triathlon-Weltmeisterschaft auf der Langdistanz |
| 3. Nov. 2007  | 25   | Ironman Florida                                 | Panama City    | 11:49:27 |                                                 |
| 4. Nov. 2006  | 6    | Ironman Florida                                 | Panama City    | 09:46:17 | persönliche Ironman-Bestzeit                    |
| 27. Aug. 2006 | 11   | Ironman Canada                                  | Penticton      | 10:32:34 |                                                 |
| 27. Nov. 2005 | 8    | Ironman Western Australia                       | Busselton      | 10:38:44 |                                                 |
| 16. Okt. 2004 | 25   | Ironman Hawaii                                  | Hawaii         | 11:13:05 |                                                 |
| 27. Juni 2004 | 5    | Ironman Coeur d’Alene                           | Idaho          | 10:01:49 |                                                 |
| 7. Sep. 2003  | 4    | Ironman Wisconsin                               | Madison        | 10:25:41 |                                                 |

| Datum/Jahr    | Rang | Wettbewerb                           | Austragungsort | Zeit     | Bemerkung                                                                                      |
| ------------- | ---- | ------------------------------------ | -------------- | -------- | ---------------------------------------------------------------------------------------------- |
| 26. Okt. 2003 | 18   | Xterra Triathlon World Championships | Maui           | 04:02:13 | Weltmeisterschaft Cross-Triathlon (1,5 km Schwimmen, 32 km Mountainbike und 12 km Geländelauf) |

| Datum/Jahr    | Rang | Wettbewerb                       | Austragungsort     | Zeit     | Bemerkung                                        |
| ------------- | ---- | -------------------------------- | ------------------ | -------- | ------------------------------------------------ |
| 28. März 1999 | 3    | Powerman Alabama                 | Vereinigte Staaten | 03:21:25 |                                                  |
| 1999          |      | ITU Duathlon World Championships |                    |          | Duathlon-Weltmeisterin in der Altersgruppe 25–29 |

(DNF – Did Not Finish)